# Czerty (obwód miński)
Czerty (biał. Чарты, ros. Черты) – wieś na Białorusi, w obwodzie mińskim, w rejonie mołodeckim, w sielsowiecie Czyść.

## Historia
W czasach zaborów wieś w gminie Krasne Sioło, w powiecie wilejskim, w guberni wileńskiej Imperium Rosyjskiego. W 1865 roku liczyła 34 dusze rewizyjne.
W latach 1921–1945 wieś leżała w Polsce, w województwie wileńskim, w powiecie wilejskim, od 1927 roku w powiecie mołodeczańskim, w gminie Kraśne.
Według Powszechnego Spisu Ludności z 1921 roku zamieszkiwało tu 161 osób, wszystkie były wyznania prawosławnego i zadeklarowały białoruską przynależność narodową. Było tu 27 budynków mieszkalnych. W 1931 w 30 domach zamieszkiwało 177 osób.
Wierni należeli do parafii rzymskokatolickiej i prawosławnej w Kraśnem. Miejscowość podlegała pod Sąd Grodzki w Kraśnem i Okręgowy w Wilnie; właściwy urząd pocztowy mieścił się w Kraśnem.
W wyniku napaści ZSRR na Polskę we wrześniu 1939 miejscowość znalazła się pod okupacją sowiecką. 2 listopada została włączona do Białoruskiej SRR. Od czerwca 1941 roku pod okupacją niemiecką. W 1944 miejscowość została ponownie zajęta przez wojska sowieckie i włączona do Białoruskiej SRR.

## Przynależność państwowa i administracyjna
- ? – 1917  Imperium Rosyjskie, gubernia wileńska, powiat wilejski
- 1917–1919  Rosyjska FSRR
- 1919–1920  Polska, Zarząd Cywilny Ziem Wschodnich, okręg wileński
- 1920–1920  Rosyjska FSRR
- 1920–1945[b]  Polska
  - województwo:
    - okręg nowogródzki (1920–1921)
    - nowogródzkie (1921–1922)
    - Ziemia Wileńska (1922–1926)
    - wileńskie (od 1926)

  - powiat:
    - wilejski (1920–1927)
    - mołodeczański (od 1927)
- 1945–1991  ZSRR, Białoruska SRR
- od 1991  Białoruś